# 拉巴斯蒂德自由城
拉巴斯蒂德自由城（法語：Labastide-Villefranche，法語發音：[labastid vilfʁɑ̃ʃ]）是法国大西洋比利牛斯省的一个市镇，位于该省北部偏西，属于奥洛龙-圣玛丽区。

## 地理
拉巴斯蒂德自由城（43°27'10"N, 1°1'14"W）面积15.27 平方千米，位于法国新阿基坦大区大西洋比利牛斯省，该省份为法国东南部省份，涵盖了贝阿恩与北巴斯克，西临大西洋比斯開灣，北至朗德省，东北接热尔省，东临上比利牛斯省，南与西班牙接壤。
与拉巴斯蒂德自由城接壤的市镇（或旧市镇、城区）包括：阿比坦、阿朗库、欧特里沃、贝尔古埃-维耶勒纳沃、卡姆、埃斯科斯、伊拉尔、圣多斯、圣佩德莱朗。

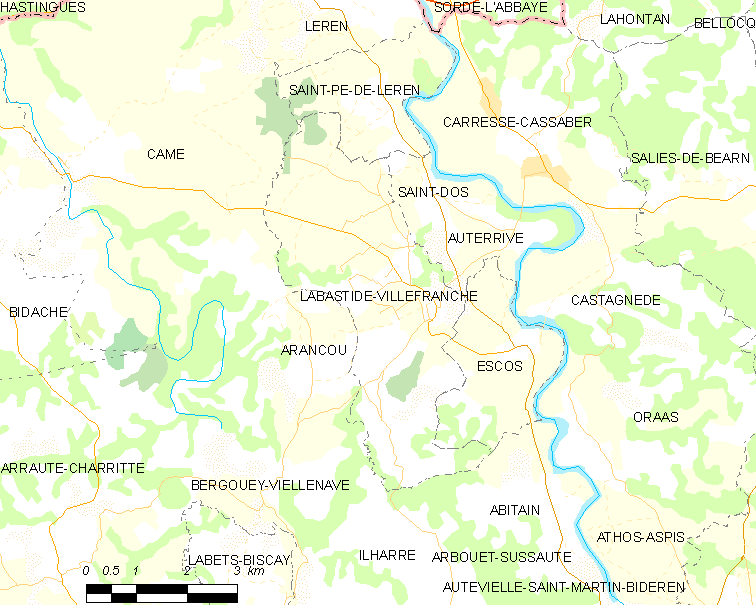
拉巴斯蒂德自由城的OSM定位图

拉巴斯蒂德自由城的时区为UTC+01:00、UTC+02:00（夏令时）。

## 行政
拉巴斯蒂德自由城的邮政编码为64270，INSEE市镇编码为64291。

## 政治
拉巴斯蒂德自由城所属的省级选区为奥尔泰兹-激流与盐之地县。

## 人口

1962-2008年间拉巴斯蒂德自由城人口变化图示

拉巴斯蒂德自由城于2022年1月1日时的人口数量为332人。